# 失われた都市Z

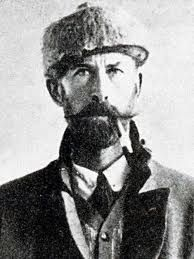
パーシー・フォーセット（1911年撮影）

失われた都市Z（うしなわれたとし ゼット、英:Lost City of Z）は、イギリスの探検家パーシー・フォーセットがブラジルのマット・グロッソ州を流れるシングー川の周辺のジャングルに存在すると考えていた先住民の都市。フォーセットは、1914年までには、この古代都市の存在と具体的な所在地の両方を突き止めていた。
失われた都市Zという名称はフォーセット自身が命名した暗号名に由来する。フォーセットはこの都市をただ単に「Z」と呼称したが、その由来は本人が語っていないため、一切不明である。
フォーセットは、南アメリカの初期の歴史とアマゾン川流域の探検で得た知見に基づき、かつてアマゾンには複雑な文明が発生し今でもその遺跡が残っている可能性があるという理論を立てた。
1920年、フォーセットは都市を発見するために探検に乗り出したが、結果的に熱に苦しまされ荷物を運搬する動物を射殺することになったので探検を諦めた。 5年後の1925年に行われた探検でフォーセットとその息子のジャック、ジャックの友人のローリー・ライメル（Raleigh Rimell）の3人はマットグロッソのジャングルで姿を消した。

## 導入
アマゾンには有史以来高度な文明が栄えたことはないとされる。アマゾンの環境は過酷で食物も育たず、人口の増加も望めなかったため、様々な文化や技術もまったく発展しなかった。
しかし、コンキスタドールたちの年代記には、神殿を建造して精巧な工芸品も生み出していた『白く輝く都市』の目撃談などアマゾンに文明が栄えたことを示す証言が数多く残されている。（現代では、こういったアマゾン川流域の文明はスペイン人やポルトガル人によるアマゾン川遠征の影響で17世紀には消滅していたことが明らかになっている。）
年代記はそれらの記述から学者によって信用出来ない代物だとされていたが、フォーセットは自身がアマゾンを探検した経験から、年代記には事実が含まれていると感じた。エルドラドの黄金郷伝説は作り話だとしても、文明に関する記述や女性戦士などについては実在したか、モデルがあるだろうと考えた。

## ジャングルでの発見
1910年、ボリビアのヒース川を探検中にグアラヨ族から毒矢を使った攻撃を受けた。フォーセットは同行の探検者に反撃しないように伝えて、インディアンの言葉で「友、友、友」と言いながら、降り注ぐ毒矢の中を進んでいき、最終的に彼らと和解した。グアラヨ族はヨーロッパ人のアマゾンに対する見解とは異なりジャングルの中でも食料を調達する方法や薬学に精通していた。
フォーセットはこの出来事からアマゾンのジャングルに失われた文明が存在すると考えるようになった。
1914年、フォーセットはアマゾンの奥地に眠るとされる未知の古代文明を探索中にマスビ族の集落にたどり着いた（マスビ族との遭遇）。集落には数千人の住民が暮らしており、彼らは様々な面で文明的だったので、普通のヨーロッパ人は近寄らない、川から離れたジャングルの奥地には、当時の民族学の常識を覆すような事実があると考えた。
また、フォーセットはアマゾンのジャングルで岩に描かれた古代絵や土器を発見していた。フォーセット曰くアマゾン盆地に点在するアルトゥラスと呼ばれる高台の近くには必ず遺物があり、さらに、高台は別の高台と道路のようなもので結ばれていたという。
フォーセットは探検の合間を縫って過去に南アメリカを探検した人々の年代記を調査していた。

## 1753年に発見された古代都市
フォーセットはブラジル国立図書館でポルトガル人バンデイランテスが当時のブラジル総督ルイス・ペレグリノ・デ・アタイデに宛てた『1753年発見の......大きな隠された古代都市の史記』という文書を発見した。フォーセットはこの文書がアマゾンに文明が存在したことを示す重要な証拠だと考えていた。
文書は、1753年、ミナス・ゲライスに住む名もなき男（名前は失われている）がムリベカ銀山を探しに行くところから始まる。地図や測量など無い時代で進む方向は適当だったが、フォーセットの調査によると男の一団は北に向かったという。彼らは10年もの間、銀山を求めて一帯を彷徨ったが、得るものは何も無く、海岸沿いにある植民地に向けて東に進むことにした。
途中、森林地帯の平原の先に、切り立った山が現れた。男は探検心から、その向こうの景色を見たくなり、登頂を試みたが、山は絶壁で登ることが出来なかった。一行は夜営をすることになり、ホセとマノエルにたき木を探しに行かせた。2人はたまたまシカを見かけ、その姿を追っていったところ、頂上に登っていけそうな割れ目を見つけた。その発見を聞き付けた一行は夜営を取り止めて、登頂を再開し、時間を掛けて山頂まで辿り着いた。
頂上から景色を眺めたところ、山の麓から4マイル先に巨大な都市があった。
その都市がスペインの植民地かもしれないので一行は急いで身を隠した。翌日、名もなき男はポルトガル人2人、黒人4人の偵察隊を結成して、都市の詳細を調査させに行かせたあと、一行に同行してきた先住民をさらなる偵察に出すことにした。彼は一行に都市は無人だとの報告をもたらしたので都市に向かうことになった。
都市は廃墟になってから久しいようで、地面に埋没している建物やコウモリの排泄物で埋まってしまった建物もあった。至るところの地面が割れていることから都市は地震に襲われて滅んだものと推察された。
都市の外方には植物に覆われた城壁があり、そこを進むと、3つのアーチで構成される門が現れた。真ん中のアーチの上には正体不明の文字が刻まれた石があった（アーチが高過ぎたのでこの文字を書き写すことは出来なかった）。アーチを潜ると広い通りがあり両端には2階建ての家が連なっていた。通りは大きな広場に接続されて、その広場の四隅には黒石の尖塔があり、中央には北を指差しながら別の手を腰に当てた男の彫刻が安置された黒石の柱があった。

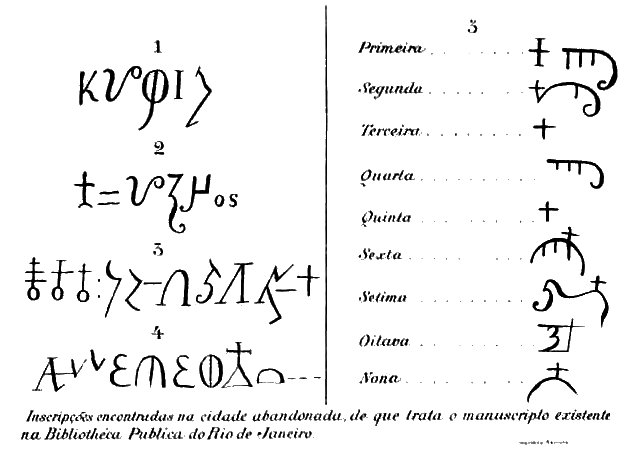
男がこの都市から書き写したもの (Note: 都市の神殿や彫像には象形文字かギリシャ文字に類似した謎の文字もしくは図が刻まれていた。名もなき男はその文字らしきものを史記に書き写しており、史記を見たフォーセットはそれを自分の日記に模写している。)。
彫られていた場所は、1番目が宮殿らしき建物の上、2番目と3番目は大瀑布近くの洞窟、4番目が都市から少し離れた位置にある遺跡である。

広場には宮殿らしき建物があり、その玄関の上部にはギリシャ文字らしきものや青年の像があった。宮殿の向かい側には神殿らしき建物があり、ここの入り口の上にも文字らしきものが刻まれていた。
広場の向こうには川があり、それを渡った場所、都市から4分の1マイル離れた所には、文字が刻まれた石碑やカラフルな石で出来た階段がある建物があった。
ホアン・アントニオ（唯一名前が残っている人物）が金貨を拾ったことから、都市には地震から急いで逃げた住民たちの財宝が遺されているという話になったが、それ以上の詳細は語られてないため不明である。
男は川近くの森林から入り文明世界へと帰還することにした。いったんここを出て財宝を運搬するための探検隊を引き連れてから、この都市に戻ってくる予定だった。なお、都市の位置については不明だが、一行の先住民が覚えてくれるだろうと考えた。
都市を離れて50マイル進むと大瀑布があり、その絶壁には鉱山跡があった。男たちは東に向かって進み、サン・フランシスコ川に着いてからパラグァッス川を経由してバイアに到着した。男は都市の財宝と鉱山を自分たちのものにするため、バイアからブラジル総督のアタイデに手紙を送ったが、スルーされた。
それ以降の男や都市の運命については、不明である。100年後にブラジル政府がこの文書を発見し、探検隊が組まれたが、何の成果も上げられなかった。
フォーセットによると、ブラジルにはこの様な失われた都市が点在しているという。具体的には、1913年、ブラジルの英国総領事・ダニエル・ロバート・オサリバン・ビーア（Daniel Robert O’Sullivan Beare）が、先住民のガイドに連れられて、密林に埋もれた別の失われた都市に案内されたという。これに対して、文化人類学者の泉靖一は、このような話は信憑性に欠けると評している。
また、フォーセットと同じトーキー出身でアラビアン・ナイトの翻訳で有名な探検家のリチャード・バートンもこの文書を読んでブラジルの秘境地帯に赴き、そこでの探険を綴った『Explorations of the Highlands of Brazil: With a Full Account of the Gold & Diamond Mines』を出版している。

## シングー川流域の失われた都市
先住民への聞き取り調査などを進めたフォーセットは1914年までにはシングー川周辺に広がるジャングルの中に失われた都市があるという仮説に至っていた。フォーセットはシングー川流域のこの都市を単に"Z"と呼称した。なお、この「Z」と1753年に発見されたという都市は別物である。
フォーセットは「Z」の具体的な所在地について、1920年にはシングー川とトカンチンス川の間、1924年にはシングー川とタパジョス川の間にあると述べている。
フォーセットは未開のジャングルを切り開いていって「Z」を発見するという計画を立てていた。しかし、それは困難で大変危険な行為だったため、フォーセットは自身にこのジャングルを攻略出来ないのであれば、他の人間に攻略の目など（ほぼ）ないと考えていた。
フォーセットは発見を先取りされることを恐れ、また、自身が行方不明になった際に救出部隊を派遣させないために、失われた都市Zの正確な所在地を明らかにしなかった。いっぽう、アマゾンに失われた都市があるという話に当時の科学者は否定的な態度を示した。
フォーセットのZに対する見解は数年間で大きく変遷している。1919年、フォーセットは「Z」を未発見の古代文明の小さな遺跡だと語っていたが、1924年にはオカルト的な存在へと変貌を遂げた。フォーセットは「Z」を築いた民族の詳細を語っていないが、次男のブライアンに宛てた手紙には都市の立地や「Z」の周辺にあるという別の2つの失われた都市のことなどが記されている。

## 探検

### 1920年の探検

#### ライスとフォーセット
フォーセットがZ発見にむけて探検の準備をしているときに第1次世界大戦が勃発しイギリス政府の支援を受けられなくなった。フォーセットはイギリスに戻って西部戦線に従事した。
終戦後、フォーセットは資金集めに奔走したが、大学で考古学や人類学の教育を受けた専門家の台頭によって、フォーセットのような探検家には資金が集まり難くなっていた。ロンドンで出会ったブラジル大統領のエピタシオ・ペッソアはフォーセットの考えに共感を示したがブラジルに探検を支援するような金銭的余裕はなかった。 

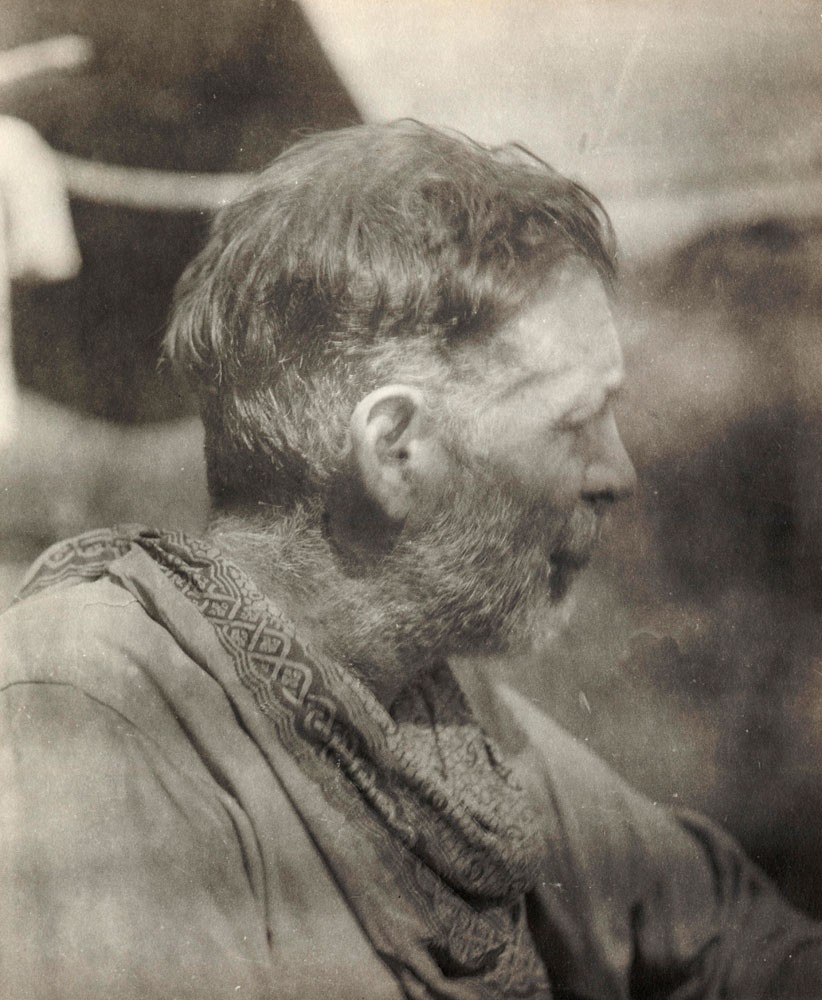
アレクサンダー・ハミルトン・ライス（1919年～1920年のアマゾン探検時に撮影）

フォーセットのアマゾン探検には医師で億万長者のアレクサンダー・ハミルトン・ライスというライバルがいた。
ライスは先進的なテクノロジーと大規模部隊でジャングルの攻略を試みた。資産家でもなく、ジャングルに大規模な部隊を引き連れていくのは無謀だと考えて少数精鋭で探検に挑んでいたフォーセットとは対照的な人物だった。
終戦後、ライスはジャングルの河川地域を進むために14メートルの船エレナⅡ号を建造してオリノコ川周辺を探検していた。カシキアレ川を遡る途上で先住民の遺物が遺されていると噂されるジャングルを探検していたところフォーセットの日誌に登場するものとよく似た古代絵を発見した。
1920年2月、フォーセットはリオデジャネイロに到着した。フォーセットはイギリス大使ラルフ・パジェットの邸宅に身を寄せた。この頃ライスが古代絵を発見したという報告をもたらし、装備を整えてから再びジャングルに挑戦すると宣言したことでフォーセットを動揺させた。

#### 準備と出発
パジェット大使のアテンドでフォーセット、ペッソア大統領、ブラジル陸軍将軍のカンジド・ロンドンの三者会談が実現、フォーセットはそこでZについて熱弁を振るい大統領の共感を得たが、ロンドンは探検ルートを明かさないフォーセットをスパイではないかと疑った。
ロンドンというのは、軍人であると同時にベテランの探検家でありブラジル先住民と外部の人間との接触を管理する先住民保護局（SPI）の長官でもあった。通常、ブラジルの未開地に進もうとする人間はSPIの許可を得る必要があったが、フォーセットはSPIの認可を受けずに探検に乗り出したという。
ロンドンがZ探索はイギリスとブラジルの共同で行われるべきだと主張したところ、フォーセットが激昂し単独で探険に向かう旨を伝えた。ブラジル側の財政難により、英伯合同で探検隊を編成する案は頓挫したが、大使の尽力でブラジル政府はフォーセットに同行する人間に対して援助を行うと決定した。
その同行者はイギリス航空省の士官だったが、急遽ブラジルへの渡航を取り止めたので、現地で同行者（有能な若い男）を募集する新聞広告を掲載することになった。
探検仲間のヘンリー・コスティン（Henry Costin）とヘンリー・マンレー（Henry Manley）が終戦後に前者が引退、後者が死亡していたので探検に際して彼らを頼ることは出来なかった。フォーセットは彼らに絶大な信頼を寄せており、自分に着いてこれる人間は2人だけだと語っていた。
フォーセットは新聞広告の応募者の1人、オーストラリア人ボクサーのルイス・ブラウンを同行者に選出した。ブラウンは馬と船に精通していると誇っていた。ブラジル政府はフォーセットたちに2人の軍人を付けることを約束した。
8月12日、フォーセットとブラウンはサンパウロに向かった。サンパウロで毒ヘビの血清を手に入れたあと、蒸気機関車でパラグア川まで移動してから川を蒸気船でコルンバまで遡った。コルンバではブラジルの財政難やベルギー国王と王妃の来伯によって軍の士官を派遣出来なくなったとの電報を受け取った。
クイアバにて新聞広告の募集者の1人で鳥類学者のアーネスト・ホールト（Ernest Golsan Holt）と合流してから、馬と牛を2頭ずつ連れて北部のシングー川を目指して出発した。馬に慣れていると自称していたブラウンが実は馬に乗れないことが判明し、体調も悪化していったので、フォーセットはブラウンにクイアバに引き返すことを勧めて彼を帰還させた。

#### 北へ
北上する過程で立ち寄った農場では、洞窟に住むモルセゴ族（Morcegos tribe）の伝説を聞いた。モルセゴ族とは、現地でその存在が噂されていた、伝説上の民族である。
探検の途上で立ち寄ったヘルメネギルド・ガルヴァ大佐（Hermenegildo Galvão）が運営する農場ではシングー川とタバティンガ川の間に住むナファクア族（Nafaqua tribe）の族長が神殿を建て洗礼の文化を持つ先住民の都市の話を知っているという情報を仕入れた。また、別の先住民から消えない明かりがついたままの家（遺跡）があるという話を聞いたフォーセットは、いにしえの世界には今では失われてしまった照明の技術や方法があったに違いないと回想している。
1920年10月中旬、フォーセットらはロンドンの部下、ラミロ・ノローニャ大尉が率いる部隊と出会った。意気投合した2人は会話をしながら5km先にあるブラジル陸軍の前哨基地を目指すことになった。旅の道中、フォーセットはノローニャ大尉に「ある磁気的な力は、人間の心理さえコントロールすることが可能です。それが必要とされる時が来たなら、私はそうした力を使うことでしょう。」と言って自身が持つ不思議な力や直観の力について語ったという。
前哨基地に到着するとフォーセットはノローニャ大尉にブラジル国内では手に入れることが難しいウィンチェスター・ライフルを贈り物として渡した。そして、フォーセットとホールトは前哨基地を出発しノローニャ大尉はそこに残った。
一行は北に向かって進み続けてクヤバ川上流近くに辿り着いた。ここは、大蛇が泳ぎ回っているため大変危険とのことだった。そこをさらに北に進んだところの森林地帯では雷雨やシラミの大群に襲われた。フォーセットはシラミを何とも思わなかったが、ホールトはシラミの大群に参ってしまったった。
次第に両名が精神的、肉体的に疲弊していった。ホールトはジャングルの昆虫に精神を削られ、フォーセットの脚は感染症に罹りアヘンの錠剤も受け付けないほどに疲弊した。
ある時、ホールトが乗る馬が川で溺れてしまい、彼は自力で歩かなければいけなくなった。その頃からホールトは不調を訴えるようになり、「私はここで死にますから」と言ってその場から動かなくなってしまった。フォーセットはホールトをひとりにすることはできなかったので探検を終わらせて撤退することに決めた。
作家のデイヴィッド・グランは、負傷した脚のせいでフォーセット自身もそれ以上探検を続けることはできなかっただろうと述べている。

#### 撤退
2人は36時間を水なしの状態で過ごしながら撤退を続け、フォーセットは後にデッド・ホース・キャンプと呼ばれることになる場所で馬を撃ち殺した。撤退行を10日間ほど続けるとフォーセットが両足を激痛に襲われて歩けなくなってしまった。そこで、ホールトが前哨基地にひとりで向かうことになった。
12月2日、前哨基地に着いたホールトはフォーセットの救援を依頼しノローニャ大尉の部下数名が動物を引き連れてフォーセットの元に向かった。そして数日後、馬に乗ったフォーセットが現れた。しかし、『フォーセット探検記』によると、フォーセットは自力で歩いて前哨基地にたどり着いたという。いずれにせよ、前哨基地に到着したフォーセットはホールトに「地獄からの脱出はいつだって大変なんだ」と述べた。
フォーセットは前哨基地の支配人からモルセゴ族とブラジル陸軍兵士の遭遇談を聞いた。約20年前、ある兵士たちの一群がフォーセットらが歩いて来た方角に向かったところ、アラグアイア川沿いでモルセゴ族からの襲撃を受けて部隊はほぼ壊滅、生き残った指揮官は精神錯乱状態に陥ってしまったという。
1921年1月、2人はクイアバに到着した。

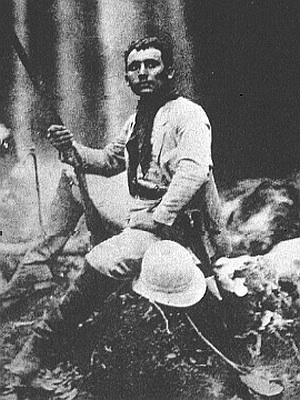
アマゾンの未知の秘境を探険する若い頃のロンドン（1891年以前に撮影）

ロンドンはすぐさま新聞上でフォーセットが目的を達成しないまま帰還したことを非難しブラジル側の探検家が付いていれば、フォーセットの目的通りシングー川周辺の未知の熱帯雨林を踏破することも出来たはずだと述べた。
対してフォーセットはさらに奥地へと進むには雨期が終わるまで待つ必要があったなどと述べてロンドンの主張に反論した。ノローニャ大尉は、フォーセット自身が熱に冒されており、荷物を運ぶ動物も失っていたことからフォーセットは自力では帰還することも難しかっただろうと証言した。
フォーセットはホールトを連れて再びジャングル探検に向かう予定を立てており、今度の探検ではフォーセット、ホールト、もう一人の3人で舟で川を遡ってから、動物に頼らず荷物を自分たちで運びながら陸地を進んでいく計画だった。この計画は徒歩に不慣れな仲間の負担を軽減するため大部分を川での移動に費やす予定だった。
しかし、この探検はフォーセットがホールトをクビにしたので実行されることはなかった。
1928年、ノローニャ大尉は今回の探検の詳細を「フォーセット・レポート」なる長文の報告書にまとめてSPIに提出した。

### サンフランシスコ川流域の調査
クイアバに到着したフォーセットとホールトは、サンフランシスコ川流域のゴングギ地方の調査を行うことにした。この地方には、道に迷った人がアーチや彫刻のある古代の廃墟らしき場所に迷い込んだ話などが伝わっていた。1921年5月3日、2人は探検の開始地点・バイアに到着した。
バイアでは不思議な話を耳にした。1910年、あるイギリスの捕鯨船・船長が不漁のためバイアに寄港した。船長は気晴らしに町のバーで酒を飲んでいると、あるブラジル人と仲良くなり、あるブードゥー教の占い師に自分の運命を占ってもらうことになった（当時のバイアでは、ブードゥー教が流行っていた）。そのブラジル人の案内でバイアの街中を進んで行き、占い師が住んでいる家にたどり着いた。占い師は捕鯨船船長に「航海に出ると1頭のクジラが現れる。そのクジラは捕ってはいけないが、その数日後に自由に出来る5頭のクジラが現れるだろう」と言った。
後日、占い通りにクジラが現れたが、興奮した船長は警告を無視して1頭目のクジラに銛を撃ち込んでしまった。しかし、クジラの反撃を受けてクルー数人が死にクジラにも逃げられてしまった。バイアに戻ってきた船長は再び占い師の家に赴くと、激昂した占い師が約束を守らなかった船長を責め出した。そして「あのクジラは私だった」と言って肩にある傷（銛でつけられた傷）を見せた。そして、今後クジラは捕れないだろうと船長に告げたという。
ジェクイエという町の南方では、ボトクド族（アイモレ族）から、建物の屋根が黄金で葺かれており、炎のように輝いているという「火の都市」の伝説を聞いた。フォーセットは、この「火の都市」が「Z」かもしれないと考えた。 
2人はバイアからナザレスに向かい、奥地探検への出発点となるボア・ノヴァへ到着した。
2人は探検の末にクーロ・ダンタという山に登って眼下に広がるジャングルを見渡したが、失われた都市の遺跡らしきものは見当たらなかった。その後、ホールトの精神が乗り気ではなくなったので探検を切り上げてバイアに戻ることになった。
文化人類学者の泉靖一によると、この探検で2人が聴取していった失われた都市の噂はサンフランシスコ川流域から北西の方向に続いていったという。なお、サンフランシスコ川中流域には、エメラルドの水中都市の伝説が流布している。

### 1921年の探検
1921年8月、今度はバイーアから西に数百キロ進んでマットグロッソのジャングルに突入するルートに単独で挑んだ。フォーセット自身は1人で探検に向かえば生還の見込みが低くなることを認識していたが、ホールトとは仲違いしていたのでチームを編成できるような状況ではなかった。
この探検は3ヶ月で終了したが、『フォーセット探検記』によると適切な装備と探検隊を組織して再びジャングルに戻るに足る発見をしたという。

### 1925年の探検

#### ジャックとライメルの加入
フォーセットは前回の探検で貯金を使い果たしたことで破産し、硝酸塩鉱物や石油の採掘で探検費用の捻出を図っていた。
以前から、アラビアのロレンスことT・E・ロレンスが次回のZ探索に自分を加えて欲しいとフォーセットに頼み込んできていた。しかしフォーセットは、砂漠での経験があるとしても、ジャングルでは使い物にならないだろうという冷めた目でロレンスを見ていた。そこで、彼の代わりにロサンゼルスに転居して俳優を目指していた息子のジャック・フォーセット（Jack Fawcett）を探検に誘ったところジャックは二つ返事でこれを快諾した。
ジャックは、1903年5月19日、スリランカに生まれ、幼少の頃はイギリスのシートンで育った。彼の周りには数々の神秘的なエピソードがつきまとっていた。ニーナがジャックを妊娠してスリランカに戻ってきたとき、夫婦はインド北部から来たという5人の占星術師に声をかけられた。彼らから「お腹にいる子供は5月19日に生まれ、新しい人種の父となる選ばれた人間である。そして将来は新しい文明の元に帰るためにフォーセットと共に南の土地で姿を消すかもしれない」と告げられた。
ジャックが生まれる少し前には、予言者（soothsayer）や仏教徒たちがフォーセットのもとを訪れて、これから生まれてくる子供は「高度な存在の生まれ変わり」だと語り、その子が持つ身体的な特徴や誕生日を正確に予言したという。そして、ジャックが生まれるとトリンコマリーの人々が挙って彼を崇拝した。また、ジャックが赤ん坊の頃、一家が船でイギリスへ帰る途中に火山の近くを通りかかったところ、ジャックが「Dat's Stromboli !」と言って乗客を驚かせたという。
ジャックはイギリスの学校でクリケットに熱中し興味のある学科の成績は良好、先生からの鞭打ちにも耐えた。次男のブライアンはジャックを「進化した人間」と呼び、イギリスの抑制的な学校で育ったことはマイナスだったと語っている。ジャックは190cmの長身で無駄な脂肪はなく、将来、探検に出ることに備えて体を鍛え続けていた。また、ブライアンいわく、ジャックは女性に興味がなく完全に童貞（Absolutely Virgin）だったという。
また、ジャックの友人のローリー・ライメル（Raleigh Rimell）も探険に加わることになった。ライメルは海軍の軍医の息子だったが、彼が15歳の時に父親が病気で他界してしまう。ジャックとライメルは同じシートンで育った幼い頃からの親友でライメル家はフォーセット家と一緒にLAに転居してきていた。ライメルはジャックと一緒にLAで俳優を目指していたが、既にその夢に見切りをつけており、新たに人生を変えるチャンスを探しているところだった。
同年9月に出会ったジョージ・リンチが変わり種の記事を求めて世界中に記者を派遣していた北米新聞連合にフォーセットの探検の独占報道権を売り込むことに成功した。また、連合その他からは約5000ドル、Zの話を聞き付けたジョン・ロックフェラー2世（石油王ロックフェラーの息子）から4500ドルを支援された。

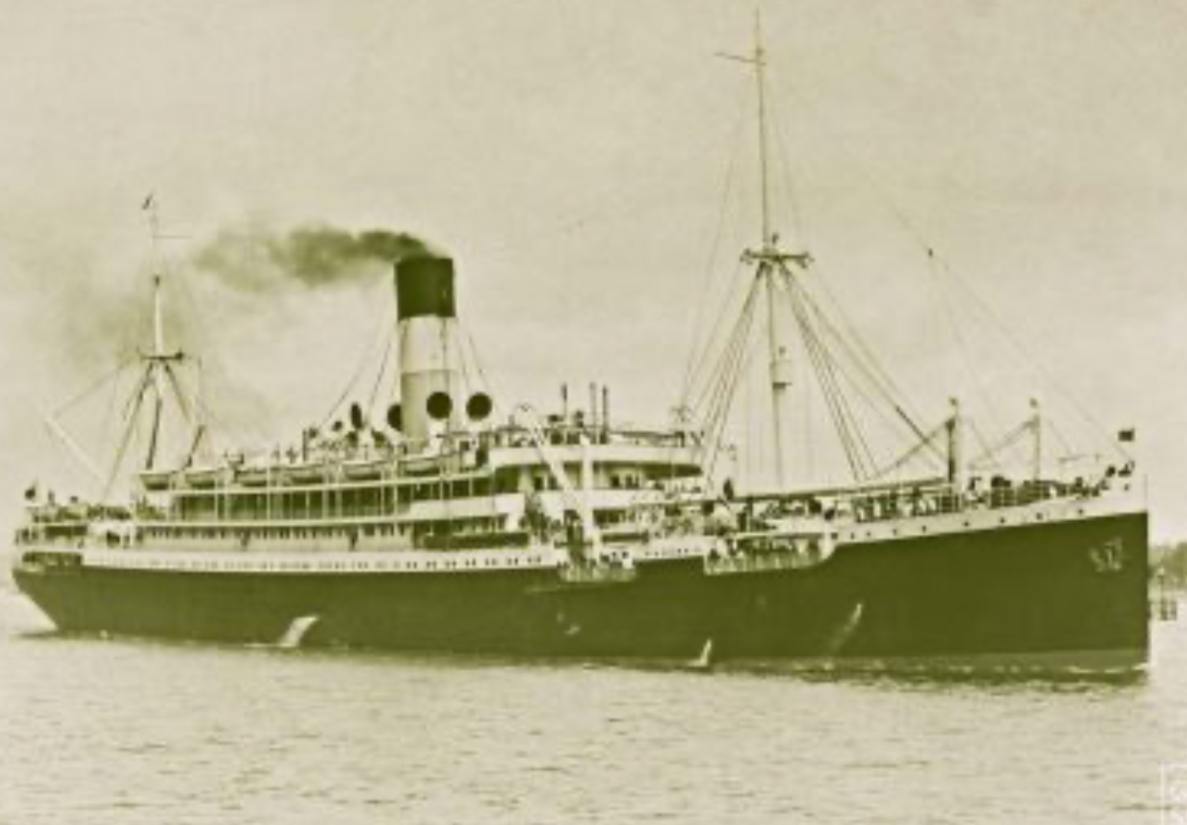
ヴォーバン号（1914年撮影）

1925年1月、アメリカのニュージャージー州ホーボーケンからリオデジャネイロに向かうランポート&ホールト社の大型蒸気船「ヴォーバン号」に乗り込んだ。
ブラジル到着後、リオのホテルの庭で探検器具のテストを行い、2月11日に出発した。3人はサンパウロの毒ヘビ研究所で毒ヘビの生態をレクチャーされ、5年分の毒ヘビの血清も手に入れた。
コルンバからパラグアイ川に停泊していたイグアテミ号に乗り込んでクイアバに向かったが、船では大量のシロアリや昆虫の大群に襲われた。

#### 最後の探検
3月3日、探検のスタート地点であるクイアバに到着し雨季が終わるまでの数週間を食料の調達や射撃の練習に充てた。4月20日、3人は2人のガイド（ガルデニアとシモン）と共にクイアバから北へ向けて出発した。
フォーセットは執拗にZへのルートを隠していたが、後年明らかになった様々な資料によると、クイアバから北に出発後、バカイリ族の領地を通過してデッド・ホース・キャンプにたどり着き、現在のシングー国立公園の奥地に向かってから、アラグアイア川に到着、そこから北上してパラー州を経由してアマゾン川の河口近くに出る予定だったと見られる。
フォーセットはクイアバから北方に進むと大きな滝があり、その近くには水晶製の円板が安置された石造りの都市が存在すると聞いていたので、可能であればそこにも立ち寄る計画を立てていた。また、Zまでのルート上にはモルセゴ族の領地があり、そこには夜になると光を放つ正体不明の石の塔が立っているとの情報も得ていた。
クイアバ出発後、3人はセラードと呼ばれる灼熱の荒野を歩いていった。フォーセットは次第に歩くペースを上げていき、2人はおろかガイドすらも置き去りにしてしまった。ジャックとライメルの一行はフォーセットを追いかけて行ったところマンソ川に辿り着き、そこから更に捜索を続けた末にようやくフォーセットと合流することが出来た。
この探検でジャックは2～3キロ筋肉を付けたが、一方のライメルは大量のダニに足を噛まれて感染症にかかり体重も減少していった。ガルヴァ大佐の家で数日間休養を取り、東方のバカイリ営所に向かった。5月15日に営所に辿り着き、そこでジャックが22歳の誕生日（5月19日）を迎えた。ジャックは営所を訪ねてきたシングー川流域に住むメヒナク族の写真を25枚撮り、それを近くの川の水を使って現像した。
営所ではクイアバから北にあるという例の石造りの都市の話を知っているバカイリ族のロベルトから話を聞いた。いわく、その都市はモルセゴ族やカヒビ族（Caxibis）の領地になっているので、近づくのは危険だということだった。また、メヒナク族の話では、営所から北に4日間進んだところに人食い族のマカヒリー族（Macahirys）が住んでいるという。

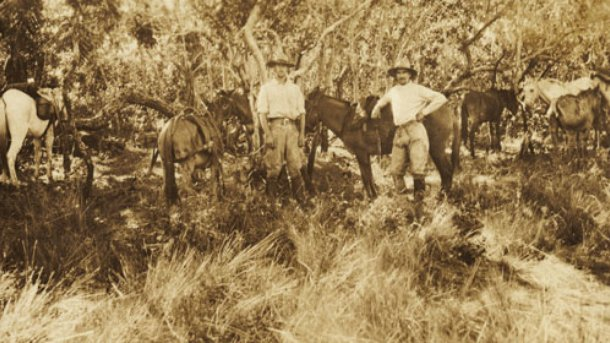
デッド・ホース・キャンプでのジャック（左）とライメル（右）

一行は営所から北方のジャングルに向けて出発した。フォーセットはマチェーテを振るって鬱蒼としたジャングルの中を進んで行き、9日後に「デッド・ホース・キャンプ」に行き着いた。ライメルはジャングルでの前進の過程で、もう片方の足も感染症にかかってしまい、Zへの関心も喪失していた。フォーセットは2人のガイドと共に帰還するようにライメルに勧めたが、彼はその提案に対して反発した。
なお、デッド・ホース・キャンプの周辺は敵対的なスヤ族やカイアポ族が支配していた。フォーセットはキャンプから東に進んで行く予定だったが、そのルート通りに探検を進めるためには凶暴なシャヴァンテ族が支配する死の川周辺の熱帯雨林を通らなければならなかった。しかし、フォーセットは彼らと友好的な関係を築き上げて「Z」へ辿り着く事ができると自負していた。
1925年5月29日、フォーセットはデッド・ホース・キャンプで妻に宛てた手紙を書いて帰還するガイド2人にそれを持たせた。その手紙の文末には「私たちが失敗する心配はない......」と書かれていた。ガイドと別れて以降の3人の行方については、いまだ不明である。

## 3人の失踪後
3人の失踪後、彼らや失われた都市Zを発見するための探検隊が組織され、マット・グロッソの秘境に赴いていった。イギリスの新聞・The Ovserverによると100人、歴史家のジョン・ヘミングによると1人が捜索の過程で命を落とした。しかし、非公開で行われた探検も多く、その実態は不明である。
1953年、次男のブライアン・フォーセット（Brian Fawcett）によって『フォーセット探検記』が出版された。フォーセット自身も生前に『Travel and Mystery in South America』という自伝の原稿を完成させていたが、内容が地味だったため出版されることはなく、原稿自体も1924年に紛失してしまった。
1931年、ペンシルバニア大学博物館の人類学者、ヴィンチェンツォ・ペトルロ（Vincenzo Petrullo）は、シングー川支流のクルエネ川沿岸にあるカラパロ族の村でフォーセットらの消息を聞いた。当時現場にいてフォーセットらを出迎えたカラパロ族の2人によると、村にたどり着いた3人のうちジャックとライメルは蚊に刺された傷によって消耗していたという。
3人は村を後にしてクルエネ川を越えて東に進んでいったというが、消耗していた2人は乗り気ではなかった。5日目までは焚き火の煙が村からも見えていたが、6日目には煙は見えなくなり、おそらく3人は東方にある密林に到達したのだと思われた。この話を聞いたペトルロは3人は密林の中で水不足か食料不足に陥ったか、病気にかかって死亡したのだろうと結論付けた。
アリゾナ大学のエレン・バッソ（Ellen Basso）という人類学者は、ペトルロの報告から数十年後にフォーセットたちが村にたどり着いた当時は子供だった人物から同様な話を聞いている。
作家のデイヴィッド・グランは、熟練のジャングル探検家であるフォーセットが率いた部隊が食料不足に陥って壊滅したとは考えづらく、おそらくは敵対的なスヤ族、カイアポ族、シャヴァンテ族のいずれかによって3人は殺害されたのだろうと推測した。

### ミーシャ・ウィリアムズによる調査結果
フォーセット家の非公開文書を渉猟したミーシャ・ウィリアムズ（Misha Williams）は、フォーセットの目的は失われた都市の探索ではなく息子のジャックを地球の守護者である「グレート・ホワイト・ブラザーフッド」に引き渡してアマゾンにオカルト的な植民地を築くことだったと述べている。ジャックはブラザーフッドの下で魂を変換する修行を積んでから、スリランカに渡って植民地を創設する予定だった。
ブライアンによると、それらの植民地は新たな人種の礎たる超人たちによって築かれ既存の政府から権力を奪い取るという。1924年、ジャックはスリランカを自分の土地のように考えており、知らない人々が勝手に法律を策定しているという事実は非常に腹立たしいと述べていた。フォーセット家はこの構想を「The Great Scheme」と呼んだ。
フォーセットの興味は古代文明にはなく、「Z」の発見という名目も資金集めのための口実だった可能性があるという。ウィリアムズによると、フォーセットが最後に向かったのはデッド・ホース・キャンプから東ではなく、タパジョス川やジュルエナ川がある北西の方向だった。
ウィリアムズはまた、タパジョス川沿いの先住民の村で捕らわれの身となっているフォーセットと出会ったというスイス人のシュテファン・ラティン（Stephen Rattin）の証言について、ブライアンは表向きにはラティンの話を否定していたが、非公開の日記には「ラティンの目撃情報は本当だ」と書いていたと述べている。
また、ブライアンが父の遺稿をまとめて一冊の本にした『フォーセット探検記』に関しては、実際の執筆者はブライアン自身だったという。ブライアンが「M」と呼ぶ女性の姿をした精霊のような不思議な存在と『フォーセット探検記』の関係についても非公開の日記には記されている。ブライアンは「M」と彼が幼い頃に初めて会っており、ブライアンが成人したあと、「M」は彼にボリビアでの仕事をやめてイギリスに戻るように話したという。
ブライアンは、父親についての表面的な物語を『フォーセット探検記』を書くことによって広め、その神秘的な側面は公表しないように「M」から指示されていたと非公開の日記に書いている。さらに、ブライアンはフォーセットが神智学の大家、ヘレナ・P・ブラヴァツキーから大きな影響を受けていたことも隠していた。
ウィリアムズは3人の行方についても考察している。ジャックは掲げていたオカルト的な目標が幻だと分かったため、ブラジルの秘境世界に留まることにしたのだろうとし、ライメルは彼らの真の目的を聞いても「理解できない」とつぶやき続けていたという。フォーセットはラティンの報告通りタパジョス川沿いの村で捕虜になっていたのだろうという。

## デッド・ホース・キャンプの位置
1920年、南緯11度43分 西経54度35分 / 南緯11.717度 西経54.583度の地点（北米新聞連盟への手紙では南緯13度43分 西経54度35分 / 南緯13.717度 西経54.583度）でフォーセットの馬が死亡した。
1925年の探検でフォーセットは再びここにたどり着き、妻へ向けた手紙を送ってから行方不明となった。ここはデッド・ホース・キャンプと呼ばれ、後年の人々がZやフォーセットを探すための重要な手掛かりになっている。
1961年、文化人類学者の泉靖一はフォーセットたちがジャングルの中を1ヶ月で歩ける距離は下限が200km、上限が600kmだと推定して、キャンプ（南緯11度43分 西経54度35分 / 南緯11.717度 西経54.583度）から北に200kmと600kmの2つの半円を描き、その2つに挟まれた地域の何処かにZがあるだろうと推測した。
しかし、作家のデイビッド・グランがキャンプの正しい座標が書き込まれたフォーセットの日誌を彼の子孫の家で発見したことによって『フォーセット探検記』に記された座標（南緯11度43分 西経54度35分 / 南緯11.717度 西経54.583度）は目眩ましだと判明した。子孫曰く、ブライアンが父やジャックの意志を尊重したため『フォーセット探検記』に偽の座標が載せられたという。
グランによると本当のキャンプは南緯11度43分 西経54度35分 / 南緯11.717度 西経54.583度から150km以上南の位置にある。

## 後年の発見
近年、フォーセットがZが存在すると考えた地域から古代文明の遺跡が発見されている。  
人類学者のマイケル・ヘッケンバーガー（Michael Heckenberger）はシングー川上流近くにあるKuhikugu遺跡が失われた都市Zではないかと考えて10年間に渡って研究を続けてきた。Kuhikugu遺跡で発見された20の町や村にはかつて5万人もの人々が住んでいた可能性がある。
アマゾニア南部の河間地域では大きな幾何学的な土塁（geometrical earthworks）が発見された｡
2022年5月、ボリビアのリャノス・デ・モホス地域のジャングルでカサラベ文化の失われた古代都市が発見された。

## フィクションにおけるZ
- 『ロスト・シティZ 失われた黄金都市』- 2016年に公開された映画。原作をデイヴィッド・グラン（英語版）、脚本をジェームズ・グレイが務め、フォーセット役をチャーリー・ハナム、コスティン役をロバート・パティンソン、ジャック役をトム・ホランド、ニーナ役をシエナ・ミラーが務めた。なお、ライメルは登場しない[152]。